# Уатт, Джеймс Гаиюс
Джеймс Гаиюс Уатт (англ. James Gaius Watt; 31 января 1938 — 27 мая 2023) — американский политик, министр внутренних дел США (1981—1983).

## Биография
Джеймс родился 31 января 1938 года в Ласке (Вайоминг), в семье Лоис Мэй и Уильяма Гаиюса Уатта. Учился в Университете Вайоминга, где получил степени бакалавра и доктора юриспруденции в 1960 и 1962 году соответственно.
Карьеру в политике Уатт начал в качестве помощника сенатора от Республиканской партии Милварда Симпсона. После Уатт работал в Торговой палате США. В 1969 году стал заместителем помощника министра водоснабжения и энергетики в Министерстве внутренних дел. В 1975 году Уатт был назначен заместителем председателя Федеральной энергетической комиссии. В 1977 году Уатт стал первым президентом и главным юрисконсультом фирмы Mountain States Legal Foundation.
В январе 1981 года Джеймс Уатт занял должность министра внутренних дел США. Ушёл в отставку в ноябре 1983 года и стал трудиться в Министерстве жилищного строительства и городского развития. Десять лет спустя ему было предъявлено обвинение в лжесвидетельстве и преступлении против правосудия, а также в даче ложных показаний перед федеральным жюри. 2 января 1996 года Уатт признал себя виновным по одному пункту обвинения в сокрытии документов. 12 марта 1996 года политика приговорили к пяти годам условно, назначали штраф в размере 5000 $ и отправили на общественные работы на 500 часов.